# 리드 프레임

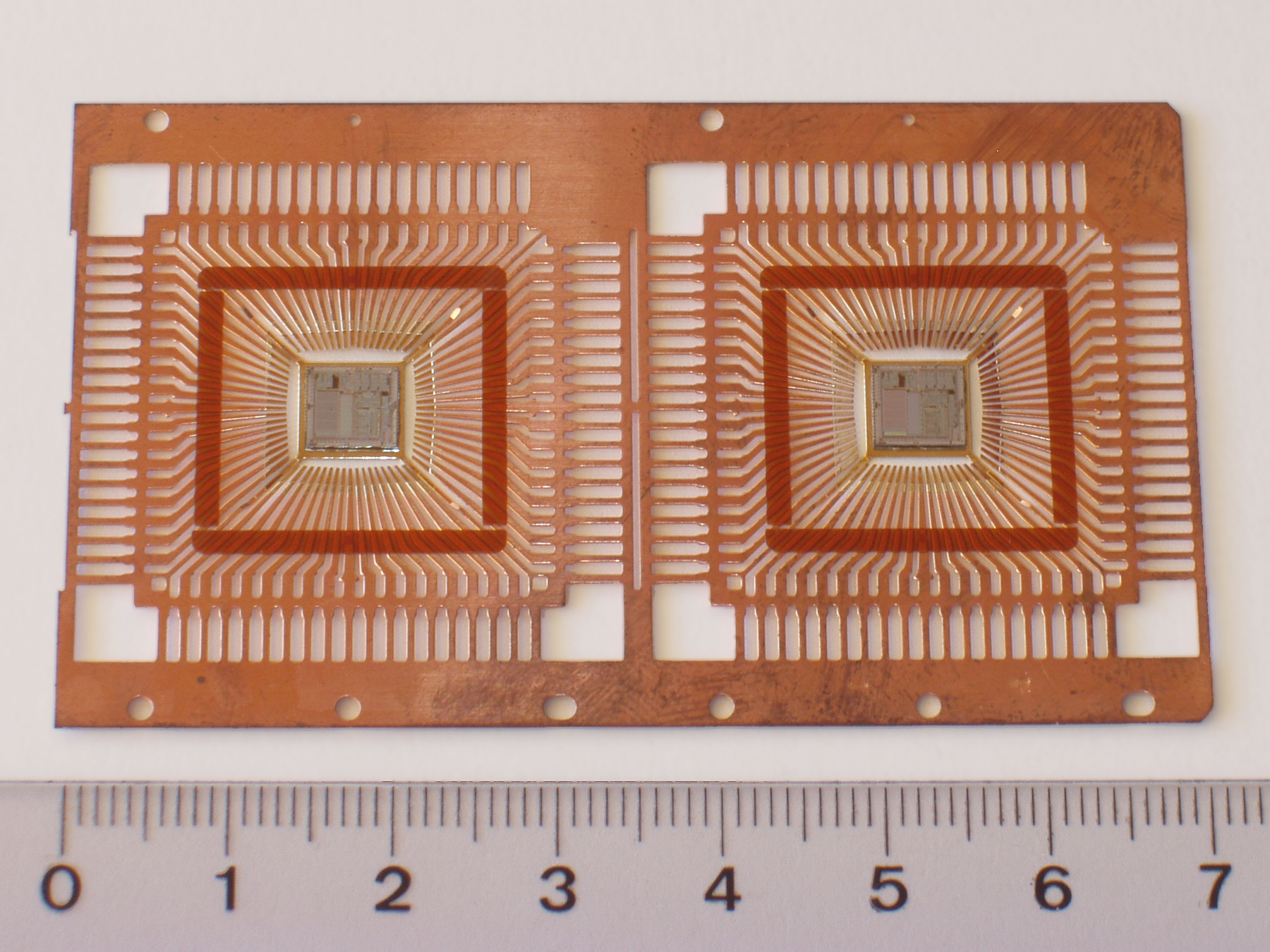
QFP 패키지용 리드 프레임

리드 프레임(lead frame)은 다이에서 외부로 신호를 전달하는 칩 패키지 내부의 금속 구조로, DIP, QFP 및 가장자리에서 칩에 대한 연결이 이루어지는 기타 패키지에 사용된다.
리드 프레임은 다이가 배치되는 중앙 다이 패드로 구성되며 다이에서 외부 세계로 이어지는 금속 전도체와 리드로 둘러싸여 있다. 다이에 가장 가까운 각 리드의 끝은 본드 패드에서 끝난다. 작은 본드 와이어는 다이를 각 본드 패드에 연결한다. 기계적 연결은 이러한 모든 부품을 견고한 구조로 고정하여 전체 리드 프레임을 자동으로 쉽게 처리할 수 있도록 한다.

## 같이 보기
- 칩 캐리어